# اولین محاصره بابل (۳۱۱ پ.م)
اولین محاصره بابل، محاصره موفقیت‌آمیز قلعهٔ نیروهای وفادار به آنتیگون، توسط نیروهای تحت فرمان سلوکوس در سال ۳۱۱ پ. م بود.

## پیش‌زمینه
پس از تقسیم بابل، سلوکوس به عنوان ساتراپ بابل منصوب شد تا اینکه از ترس قدرت روزافزون آنتیگون در سال ۳۱۵ پ. م به دربار بطلمیوس پناه برد و در آنجا ماند تا اینکه او و بطلمیوس پسر آنتیگون دیمتریوس را در غزه در سال ۳۱۲ پ. م شکست دادند. بطلمیوس ۲۰۰ سواره و ۸۰۰ سرباز پیاده به او داد و سلوکوس پیشروی خود را به سمت ساتراپی قدیمی خود در بابل آغاز کرد.
سلوکوس به سمت حران حرکت کرد و در آنجا حدود ۱۰۰۰ سرباز کهنه سرباز (احتمالاً بخشی از سپرنقره‌ای اسیر شده در گابین) را یافت که به او پیوستند، سپس به سمت بابل رفت و در ماه مه به آنجا رسید، مردم از او استقبال کردند. اندک نیروهای وفادار به آنتیگون در قلعه شهر مستقر شدند.

## محاصره
سلوکوس تصمیم گرفت قلعه را محاصره کند، اما برای جلوگیری از تلفات، تصمیم گرفت آب شهر را قطع کند و شروع به ساختن سدی بر روی رودخانه فرات که از بین دیوارهای قلعه می‌گذشت، کرد تا اینکه یک دریاچه مصنوعی در آن ایجاد کرد. اما با ادامه مقاومت قلعه در برابر تلاش‌های او، دستور داد سد را به یک‌باره شکسته و در اثر سیلاب دیوارهای قلعه تخریب شد و نیروهای در قلعه پس از مقاومتی نمادین تسلیم شدند.

## عواقب
سلوکوس دوباره فرمانروای بابل شد، با این حال، آنتیگون قدرت کافی برای بازپس‌گیری شهر را در هر لحظه داشت، و یکی از ژنرال‌های او، نیکانور از قبل در راه شهر بود، این نشان دهنده شروع جنگ بابلی بود.